# Stalita pretneri
Stalita pretneri là một loài nhện trong họ Dysderidae.
Loài này thuộc chi Stalita. Stalita pretneri được Christa Deeleman-Reinhold miêu tả năm 1971.